# Akissi Konan
Akissi Natacha Gerardine Konan ist eine ivorische Fußballschiedsrichterin.
Seit 2022 steht sie auf der Liste der FIFA-Schiedsrichter und leitet internationale Fußballpartien.
Größere Aufmerksamkeit in der Elfenbeinküste erhielt Konan, als sie im April 2024 während eines nationalen Pokalspiels dem Spieler Clément Kanouté die rote Karte zeigte und, nach dessen Reaktion darauf, die Beherrschung verlor und Kanouté mit einem Faustschlag niederstreckte. Konan erhielt eine Verwarnung und eine Sperre von vier Spielen.
Im Juni 2024 wurde Konan für die U-20-Weltmeisterschaft 2024 in Kolumbien nominiert.